# Corpus vasorum antiquorum

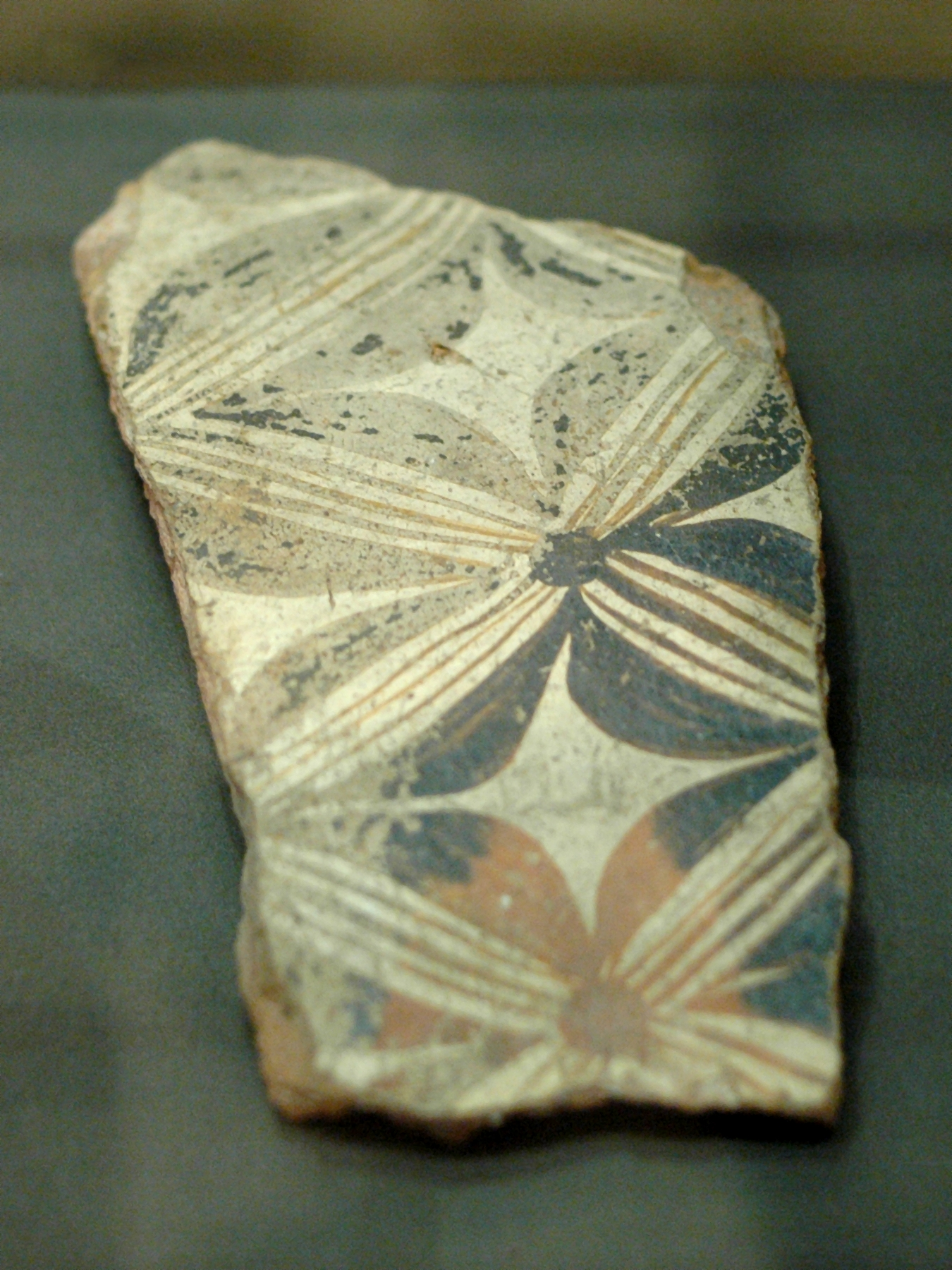
Fragment de pithos dans le style du Palais (Minoen Récent I) provenant de Cnossos, musée du Louvre, premier vase publié au CVA

Le Corpus vasorum antiquorum (en latin, « corpus des vases antiques »), abrégé en CVA,  est un projet de recherche de l'Union académique internationale lancé en 1919 et toujours en cours. Il vise à publier dans une série de catalogues les vases du monde grec et ceux ayant subi l'influence grecque, comme la céramique étrusque, chypriote, italiote, ibérique ou thrace.

## Lancement du projet
Le projet est lancé en 1919. Il est dû à l'initiative d'Edmond Pottier, alors conservateur en chef du département des Antiquités gréco-romaines et orientales du musée du Louvre, déjà auteur d'un Catalogue des vases antiques de terre cuite en 1896 et d'un album des Vases antiques du Louvre qui a introduit un an plus tard la représentation photographique et non plus dessinée. 
Pottier présente son projet à l'Académie des Inscriptions et Belles-Lettres puis, à partir d'octobre 1919, à l'Union académique internationale, créée la même année. Le projet rassemble initialement six pays, la Belgique, la France, le Danemark, la Grande-Bretagne, l'Italie et les Pays-Bas. Il a alors pour but de promouvoir la science et l’art pour la paix des peuples et Pottier pense achever le projet en vingt ans avec une cinquantaine de fascicules.
Le premier fascicule, publié en 1922 par Edmond Pottier lui-même, porte sur les collections du Louvre. Il vise à publier « tous les vases d'argile antiques, y compris les vases de terre émaillée et les vases à relief, vases décorés ou non de sujets, qui représentent la civilisation européenne et celle de l'Orient proche de la Méditerranée. De cet ensemble sont exclus les vases de pierre, de métal et de verre (…) ainsi que les vases d'Extrême-Orient qui constituent une catégorie à part. »  Ouvrant sur les vases de Suse, il met l'accent sur les centres de production selon une approche comparatiste, en distinguant huit divisions géographiques : Orient, Îles de la Méditerranée orientale, Grèce, Italie et îles environnantes, péninsule ibérique et Afrique du nord, Gaule et Europe centrale, Bretagne et Scandinavie, monde polonais et russe.
Le projet doit toutefois faire face aux conceptions de John Beazley, de l'université d'Oxford, qui propose de restreindre le projet à la céramique grecque et apparentée. C'est ce qui est décidé, en 1956, par des membres du projet réunis à Lyon, alors que le CVA a déjà publié 103 fascicules.
Vers 2000 le projet compte vingt-six pays membres et a produit plus de 300 fascicules décrivant environ 100 000 vases.
En 2000, l'Union académique internationale demande à la Beazley Archive d'assurer la numérisation des fascicules épuisés du CVA, au nombre de 250 environ. Une subvention de la fondation Getty permet au projet d'être mené à bien de 2001 à 2003. L'effort de numérisation des fascicules papier se poursuit et les musées participant au projet peuvent contribuer à la base de données en ligne, librement accessible.

## Organisation
Le CVA a fait paraître plus de 400 fascicules, couvrant vingt-neuf pays, mais il est encore loin d'être achevé. 
Les règles, fixées en 1919, prévoient que la photographie soit le mode de reproduction exclusif des vases, par opposition au dessin ou au décalque ; chaque vase doit donner lieu à au moins une vue d'ensemble. La publication se fait par musée ou collection, chaque fascicule in-quarto portant à la fois le nom de l'institution et celui du pays : le premier publié par le CVA est ainsi le fascicule 1 du musée du Louvre et le fascicule 1 de la série France. Les langues de publication sont l'anglais, le français, l'italien et l'allemand. 
Dans chaque pays, le projet est confié à une société savante qui assure la publication des collections de son territoire à ses frais. Ainsi, la série France est sous la responsabilité de l'Académie des inscriptions et belles-lettres ; elle recense les collections du musée du Louvre, du Cabinet des médailles de la Bibliothèque nationale de France ainsi que de musées de province comme le musée Vivenel de Compiègne, le musée Dobrée de Nantes et le musée national d'Ensérune. En Grande-Bretagne, le projet est administré par la British Academy, sous la direction de Sir John Boardman. Les fascicules publiés couvrent majoritairement les collections du British Museum, ainsi que celles de l'Ashmolean Museum d'Oxford, du Fitzwilliam Museum de Cambridge, de la collection Burrell et du Hunterian Museum and Art Gallery à  Glasgow, de Castle Ashby, de Winchester College, de l'université de Reading, du Marischal Museum de l'université d'Aberdeen ou de Harrow School. En Italie, il est confié à l'Unione accademica nazionale, qui avait publié 74 volumes en 2009, portant notamment sur le musée national étrusque de la villa Giulia, les musées du Capitole, le Musée archéologique national de Naples, le Musée archéologique national de Chiusi ou le Musée archéologique national de Tarquinia.